# Francesc Boronat i Cano
Francesc Boronat i Cano (Barcelona, 18 de novembre de 1932 – 13 de març de 2003) és un antic jugador d'hoquei sobre patins català de les dècades de 1940 i 1950.

## Trajectòria
Començà a jugar a hoquei al Catalunya Club d'Hoquei, que jugava a la pista del Turó, a l'edat de 15 anys. Després jugà al Casp, Valldèmia i Esc. Comerç, i 1953 signà pel RCD Espanyol. El 1957 es casà i romangué un any allunyat de les pistes, i el 1960 es retirà definitivament, després d'esdevenir campió del món. Amb la selecció espanyola fou 112 cops internacional, jugant entre 1954 i 1960. El seu palmarès inclou 4 campionats de Catalunya, 4 d'Espanya, 2 del Món (1954 a Barcelona i 1955 a Milà), 1 d'Europa (1957), 3 copes llatines i tres copes de les Nacions.
Fou seleccionador espanyol entre 1962 i 1966, i guanyà dos nous campionats del món els anys 1964 i 1966. Fou, per tant, campió del Món com a jugador i com a seleccionador.

## Palmarès
RCD Espanyol
- Campionat de Catalunya:
  - 1953, 1955, 1956, 1958
- Campionat d'Espanya:
  - 1954, 1955, 1956, 1957
- Copa de les Nacions:
  - 1954

Espanya
- Campionat del Món:
  - 1954, 1955
- Campionat d'Europa:
  - 1957
- Copa de les Nacions:
  - 1957, 1960
- Copa Llatina:
  - 1958